# Nicolás Asencio
Nicolás Geovanny Asencio Espinoza (ur. 26 kwietnia 1975 w Machali) – piłkarz ekwadorski grający na pozycji napastnika.

## Kariera klubowa
Piłkarską karierę Asencio rozpoczął w Guayaquil, w tamtejszym klubie Barcelona SC. W 1993 roku zadebiutował w jego barwach w ekwadorskiej Serie A. W Barcelonie grał rok i w 1994 przeszedł do lokalnego rywala, 9 de Octubre. Z kolei rok później grał w stołecznym Aucas Quito, a w 1996 roku wrócił do Barcelony. W 1997 roku został z nią po raz pierwszy w karierze mistrzem Ekwadoru, a w 1998 roku dotarł do finału Copa Libertadores. W 1999 roku Ekwadorczyk opuścił ojczyznę i wyjechał do meksykańskiego Tecos UAG. W klubie z Guadalajary spędził fazą Clausura, a latem podpisał kontrakt z argentyńskim Ferro Carril Oeste i grał w nim do końca sezonu 1999/2000.
W 2000 roku Asencio ponownie występował w Serie A. Przez jeden sezon występował w barwach Barcelony, a w 2001 był graczem kolumbijskiego Millonarios FC, z którym zdobył Copa Merconorte. W latach 2001–2003 znów występował w Barcelonie, a następnie co roku zmieniał kluby. W 2004 grał w CD El Nacional, w 2005 - w Deportivo Cuenca, a w 2006 - w Cobreloa z Chile. W latach 2006–2007 grał w swoim pierwotnym klubie z Guayaquil, a w połowie roku trafił do boliwijskiego Club Jorge Wilstermann. Od 2008 roku jest piłkarzem Macary Ambato.

## Kariera reprezentacyjna
W reprezentacji Ekwadoru Asencio zadebiutował 30 czerwca 1995 roku w przegranym 0:1 towarzyskim spotkaniu z Paragwajem. W 2002 roku został powołany przez selekcjonera Hernána Darío Gómeza do kadry na Mistrzostwa Świata 2002. Tam wystąpił jedynie przez 5 minut w przegranym 0:2 meczu z Włochami. Ostatni mecz w reprezentacji rozegrał w 2003 roku. Łącznie w drużynie Ekwadoru wystąpił 20 razy.